# Bernhard Naunyn
Bernhard Naunyn (Berlim, 2 de setembro de 1839 — Baden-Baden, 26 de julho de 1925) foi um patologista alemão.
Após graduar-se na Universidade de Berlim em 1863, foi assistente do patologista Friedrich Theodor von Frerichs. Foi depois o chefe de clínica médica em Tartu (1869–1871), Berna (1871–1872), Königsberg (1872–1888) e Estrasburgo, onde também lecionou na Universidade de Estrasburgo (1888–1904).
Sepultado no Friedhöfe vor dem Halleschen Tor em Berlim.